# Güldner
Güldner is een Duits historisch merk van dieselmotoren, tractoren en motorfietsen.
De bedrijfsnaam was: Güldner Motoren Gesellschaft, Motorenfabrik & Eisengießerei, Aschaffenburg.

## Geschiedenis
Het bedrijf werd in 1904 in München als "Güldner-Motoren-Gesellschaft GmbH" opgericht door Hugo Güldner, Carl von Linde en Georg von Krauß, maar verhuisde al in 1907 naar Aschaffenburg.
In 1929 werd Güldner overgenomen door het door Carl von Linde opgerichte Lindes Eismaschinen.

### (diesel)motoren
Aanvankelijk produceerde Güldner dieselmotoren van 60 tot 600 pk, maar later specialiseerde men zich in de bouw van kleine diesels. In de jaren na de Tweede Wereldoorlog leverde men vooral tweecilinderdiesels, maar rond 1960 kwamen er motoren met 1 tot 6 cilinders. In 1955 begon de productie van hydraustatische elementen, waarvan ook de Linde-heftruckproductie profiteerde. Met deze hydraustatische techniek werden al eind jaren vijftig heftrucks onder de naam "Hydrocar" op de markt gebracht.

### Motorfietsen
In 1924 begon men met de productie van motorfietsen. In die periode deden veel Duitse bedrijven dat; er was behoefte aan eenvoudige en goedkope vervoermiddelen en in de jaren 1923/1924 ontstonden er honderden motorfietsmerken. De motorfietsen van Güldner waren echter niet echt goedkoop. Ze leken veel op Nortons uit die tijd: 500cc-eencilinders die zowel met zij- als met kopkleppen geleverd konden worden. Zoals de meeste van deze "nieuwe" motorfietsmerken was ook de motorfietsproductie van Güldner geen lang leven beschoren: in 1927 werd ze beëindigd.

### Tractoren

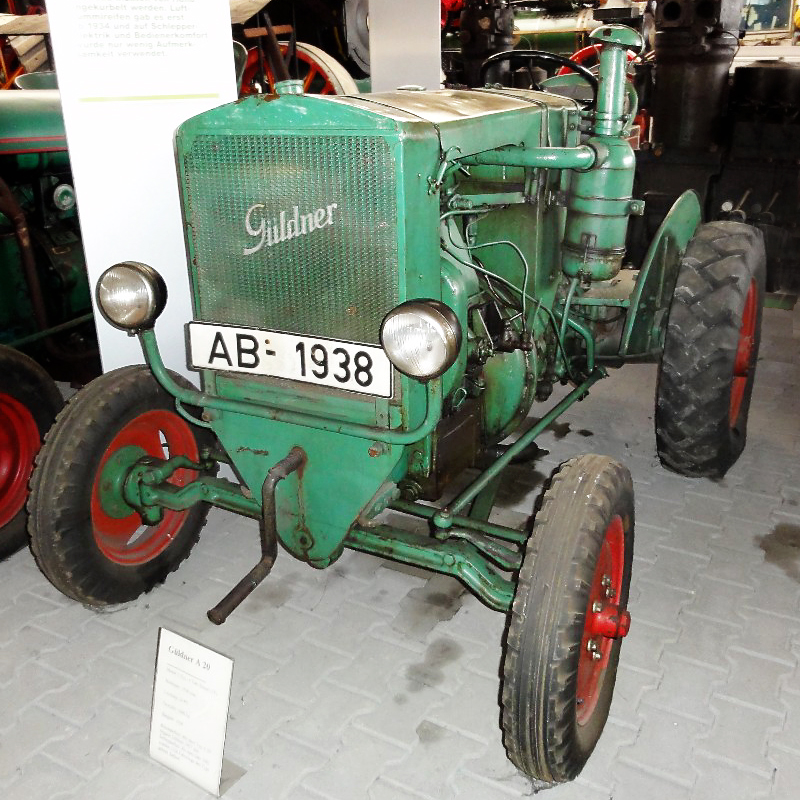
Güldner A 20 uit 1937

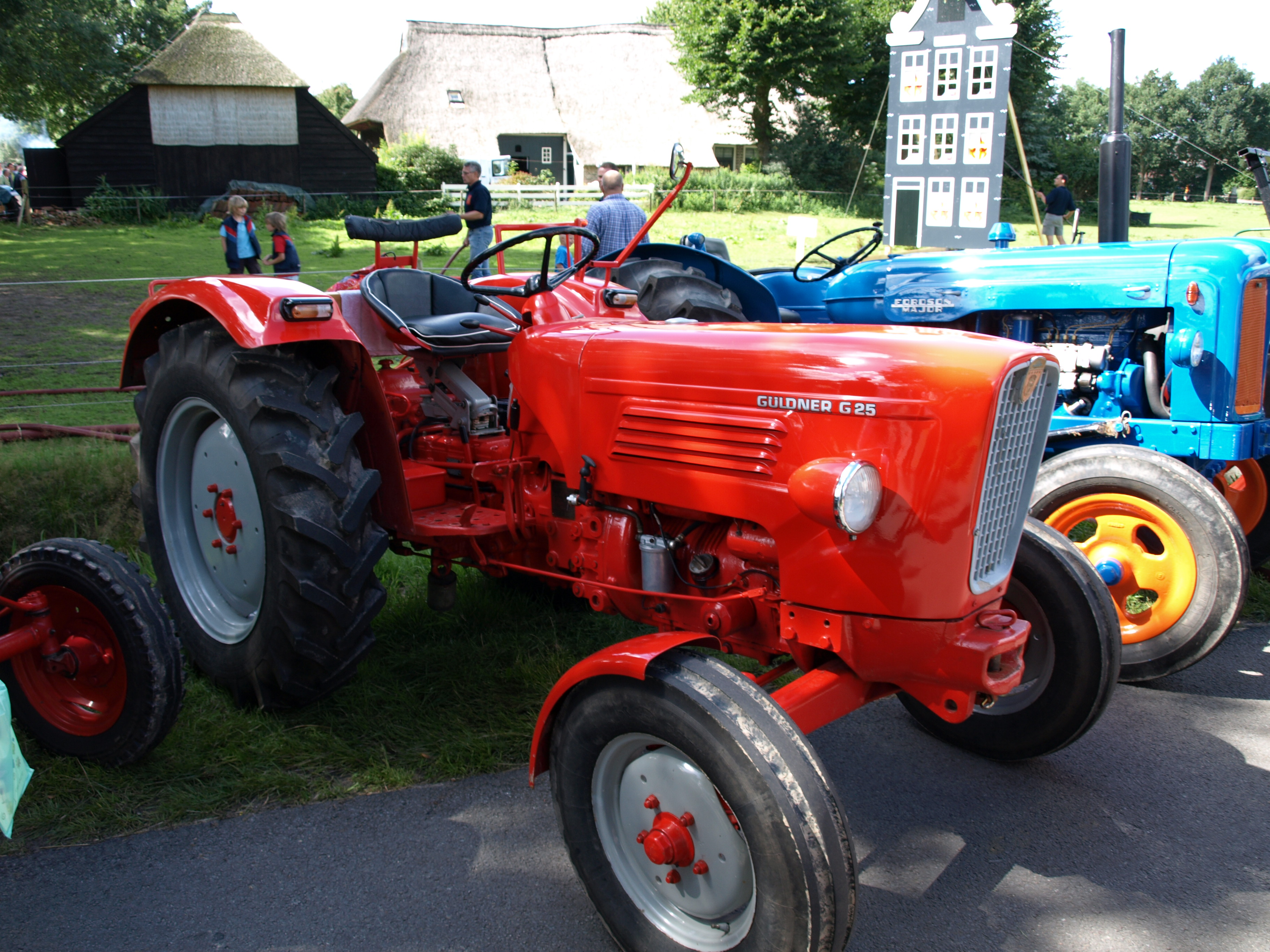
Güldner G25

In 1937 was de Güldner A 20 de eerste door het bedrijf geproduceerde tractor. In 1958 ging men voor wat betreft de tractorproductie samenwerken met de Maschinenfabrik Fahr in Gottmadingen en in 1959 werd de door beide fabrieken geproduceerde Europa-serie gepresenteerd. De samenwerking duurde echter niet lang en in 1962 presenteerde Güldner de G-tractorserie, die met verschillende motoren leverbaar was. Een aantal modellen had vierwielaandrijving. Toen de tractorproductie in 1969 werd beëindigd waren er ongeveer 100.000 tractoren gebouwd. De productie van reservedelen ging naar Deutz AG, maar de inmiddels opgestarte productie van heftrucks bleef bij Linde. In 1991 werd de merknaam Güldner uit het handelsregister geschrapt.

#### Modellenoverzicht tractoren
Van 1935 tot 1969 leverde de firma Güldner de volgende typen tractoren. Bij de modellen uit dezelfde bouwperiode met hetzelfde vermogen gaat het om verschillende motoren, een met waterkoeling en een met luchtkoeling.
| Type              | Vermogen in pk | Eerste productiejaar | Opmerkingen                                          |
| ----------------- | -------------- | -------------------- | ---------------------------------------------------- |
| T 40              | 40             | 1935                 | prototype                                            |
| A 20              | 20             | 1937                 |                                                      |
| A 30              | 30             | 1941                 | tesmodel                                             |
| AZ 25             | 25             | 1941                 | houtgastractor                                       |
| A 28              | 28             | 1946                 |                                                      |
| AF 30             | 30             | 1948                 |                                                      |
| A 15              | 15/16          | 1949                 |                                                      |
| AF 15             | 15/16          | 1949                 |                                                      |
| AF 20             | 20/22          | 1951                 |                                                      |
| AF 30 P           | 30             | 1951                 |                                                      |
| ADA               | 22             | 1952                 |                                                      |
| AFN               | 35             | 1952                 |                                                      |
| AZK               | 12/14          | 1953                 |                                                      |
| ADN               | 15/16          | 1953                 |                                                      |
| AFS               | 28             | 1953                 |                                                      |
| ALD               | 17             | 1954                 |                                                      |
| ADS               | 18             | 1954                 |                                                      |
| ABN               | 25             | 1954                 |                                                      |
| Multitrac         | 17             | 1955                 | Ritscher voorlader                                   |
| ALK               | 12             | 1955                 |                                                      |
| ABS               | 22             | 1955                 |                                                      |
| ALB               | 22             | 1955                 |                                                      |
| AXA 1 Sprinter    | 11             | 1956                 | Identiek aan Fahr D 66                               |
| AK Spessart       | 13             | 1956                 | Identiek aan Fahr D 88                               |
| A 3 P             | 32             | 1957                 | Perkins-motor                                        |
| ADK               | 16             | 1958                 |                                                      |
| ADN               | 15             | 1958                 |                                                      |
| ABS               | 22             | 1958                 |                                                      |
| AB                | 25             | 1958                 |                                                      |
| ABL               | 25             | 1958                 |                                                      |
| ABN               | 25             | 1958                 |                                                      |
| A 2 KS Spessart   | 15             | 1958                 | Identiek aan Fahr D 88 E                             |
| A 2 D Tessin      | 20             | 1959                 | Identiek aan Fahr D 131 W                            |
| A 2 DL Tessin     | 20             | 1959                 | Identiek aan Fahr D 131 L                            |
| A 2 L             | 20             | 1959                 |                                                      |
| A 2 W             | 20             | 1959                 |                                                      |
| A 2 B             | 25             | 1959                 |                                                      |
| A 2 BL            | 25             | 1959                 |                                                      |
| A 3 K Burgund     | 25             | 1959                 | Identiek aan Fahr D 133 N                            |
| A 3 KT Burgund    | 25             | 1959                 | Identiek aan Fahr D 133 T                            |
| A 4 M Toledo      | 34             | 1959                 | Identiek aan Fahr D 177 S, Mercedes-Benz OM636-motor |
| V 2 K             | 15             | 1960                 | vierwielaandrijving, prototype                       |
| A 2 L Tessin      | 20             | 1962                 |                                                      |
| A 2 W Tessin      | 20             | 1962                 |                                                      |
| A 3 KA Burgund    | 25             | 1962                 |                                                      |
| A 3 KTA Burgund T | 25             | 1962                 |                                                      |
| Toledo / G 40     | 36             | 1962                 |                                                      |
| Gotland / G 50    | 48             | 1962                 |                                                      |
| Burgund / G 25    | 24             | 1963                 |                                                      |
| G 30              | 32             | 1963                 |                                                      |
| G 40              | 28             | 1963                 | ook met vierwielaandrijving                          |
| G 50              | 50             | 1963                 | ook met vierwielaandrijving                          |
| G 15 Spessart     | 15             | 1965                 |                                                      |
| G 45              | 45             | 1965                 | ook met vierwielaandrijving                          |
| G 75              | 70             | 1965                 | ook met vierwielaandrijving                          |
| G 35              | 35             | 1967                 | ook met vierwielaandrijving                          |
| G 60              | 60             | 1968                 | ook met vierwielaandrijving                          |